# Lodovico Euffreducci
Lodovico Euffreducci (Fermo, 1497 – Montegiorgio, 20 marzo 1520) è stato un nobile italiano, signore di Fermo dal 1514.

## Biografia

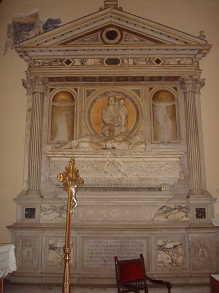
Tomba di Lodovico, opera di Andrea Sansovino (chiesa di San Francesco a Fermo)

Congiunto del famoso Oliverotto da Fermo, si adoperò con ogni mezzo per accattivarsi il favore popolare ed evitare l'annessione del territorio nello Stato Pontificio. Il bell'aspetto, la giovane età e il coraggio dimostrato nelle sue azioni lo resero gradito ai fermani. La sua notorietà è dovuta anche all'artistico monumento funebre eseguito dallo scultore e architetto Andrea Sansovino e visibile nella chiesa di San Francesco (Fermo).
Figlio di Tommaso († 1498) e di Celanzia degli Oddi. All'indomani della strage di Senigallia e dell'assassinio dello zio Oliverotto (fratello del padre), Lodovico e le tre sorelle maggiori ripararono con la madre vedova, per motivi di sicurezza, a Perugia nel palazzo della nobile famiglia di origine. Il bambino – aveva sei anni – venne subito affidato alle cure di Giampaolo Baglioni, signore della città, per intraprendere l'addestramento militare.
Trascorse alcuni mesi a Firenze in qualità di paggio nella corte del cardinale Giovanni de' Medici, futuro papa Leone X. Poi, sollecitato dalla madre, decise di ritornare a Fermo per riconquistare la città e formare un governo signorile. Queste intenzioni, però, furono difficili da attuare e assai contrastate da oppositori interni ed esterni. L'elezione di Leone X e il sostegno dei Baglioni favorirono Lodovico, coadiuvato da Brancadoro da Fermo e da Cesare Giosia, nella presa del territorio. Il 24 marzo 1514 ottenne la nomina formale di signore di Fermo nel palazzo tardo gotico in cui Oliverotto, nel 1502, aveva ordinato la strage della sua famiglia materna.
Celanzia degli Oddi rientrò subito a Fermo e fece sposare il figlio con Giulia, appartenente all'importante casata romana dei Conti di Segni, ma l'unione sarebbe stata priva di prole. I mariti delle sorelle Giovanna, Caterina e Zenobia erano rispettivamente: Valerio Orsini, Alfonso Paccaroni e Vincenzo Adami.
Lodovico accompagnò poi Giuliano de' Medici in un'ambasciata papale al re Francesco I di Francia. Partecipò, in seguito, a scontri con il ducato di Urbino e con Brancadoro che incitò i fermani contro di lui. Il pontefice tentò di mediare tra i due, ma, dopo un'effimera tregua Lodovico sfidò apertamente gli avversari. Rifiutatosi di arrendersi fu assediato dall'esercito di Giovanni de' Medici, superiore numericamente al suo, nei pressi del castello di Falerone. La battaglia che seguirà in località Piane di Montegiorgio vedrà la morte di Lodovico Euffreducci e la cattura di Alessandro Simeoni da Carnasciale, suo validissimo luogotenente. Ferito mortalmente al collo da un'arma inastata (probabilmente da Brancadoro) nelle vicinanze del fiume Tenna, morì il 20 marzo 1520 all'età di 23 anni. Il cadavere fu provvisoriamente inumato nella chiesa di Montegiorgio, indi fuori le mura di Fermo. Sette anni dopo la madre lo fece riportare in città per una sepoltura degna del prestigio della famiglia. Fermo fu incorporata nello Stato della Chiesa.

### Il monumento funebre
Celanzia degli Oddi commissionò nel 1527 a Sansovino un importante mausoleo in marmo giallo e bianco d'Istria per accogliere la salma del giovane figlio, da collocare nella cappella gentilizia della chiesa di San Francesco in Fermo. Chiese all'artista di realizzare la statua giacente, rivestita dell'armatura, come se Lodovico fosse vivo, sorridente e sembrasse riposare con grazia sopra la sua spada. Il sarcofago è sormontato da un medaglione marmoreo raffigurante la Vergine con il Bambino, con due statue allegoriche ai lati, mentre la testa del ghepardo araldico degli Euffreducci campeggia nel centro del sepolcro.
L'epitaffio così ricorda il defunto:

"ILM DOMINUM LUDOVICUM UTRAQUE

FAMILIA GENEROSUM MATERNA DE

ODIS PATERNA EUFREductiis

ARMORUM PRAEFECTUM VIRUM

EQUESTREM DE CIVITATE BENEMERITU

MATER HIC PIENTISSIMA ET SUI MAXIMO

CUM LUCTU POSUERUNT" - MDXXVII